# Julius Lindemann (Generalmajor)
Julius Gustav Otto Lindemann (* 25. Oktober 1789 in Lüne; † 22. November 1855 in Celle) war ein deutscher Befreiungskämpfer und Generalmajor der Armee des Königreichs Hannover.

## Leben
Lindemann war der Sohn des Lüneburger Superintendenten Friedrich Heinrich Lindemann († 1816), der später in Dannenberg wirkte.
Er studierte Rechtswissenschaften an der Universität Göttingen von 1807 bis 1809 und wurde dort Mitglied des Corps Hannovera Göttingen. Ab Oktober 1813 leistete er freiwilligen Militärdienst als Befreiungskämpfer in der  Königlich Großbritannischen Armee  und wurde 1814 in die Hannoversche Armee übernommen, in der er am 8. März 1815 zum Lieutenant befördert wurde und an der Schlacht von Waterloo teilnahm. 1838 wurde Lindemann Rittmeister der 4. Lüneburger Husaren. Am 29. Mai 1838 erfolgte seine Beförderung zum Major und Schwadronchef des 4. Dragonerregiments Kronprinz. 1838 wurde er zur Generaladjudantur des Königreichs Hannover versetzt. 1844 erfolgte seine Beförderung zum Oberstleutnant und Chef des in der Cambridge-Dragoner-Kaserne in Celle stationierten Kavallerieregiments Herzog v. Cambridge. Am 21. Mai 1854 wurde Lindemann Generalmajor der 3. Kavalleriebrigade Celle und erhielt 1855 den Abschied.

## Ehrungen
- Hannoversche Kriegsdenkmünze
- Waterloo-Medaille
- 1837 Ritter des Guelphen-Ordens, 1853 Kommandeur 2. Klasse
- Wilhelms-Kreuz